# Encephalartos arenarius
Encephalartos arenarius är en kärlväxtart som beskrevs av Robert Allen Dyer. Encephalartos arenarius ingår i släktet Encephalartos och familjen Zamiaceae. IUCN kategoriserar arten globalt som starkt hotad. Inga underarter finns listade i Catalogue of Life.

## Bildgalleri

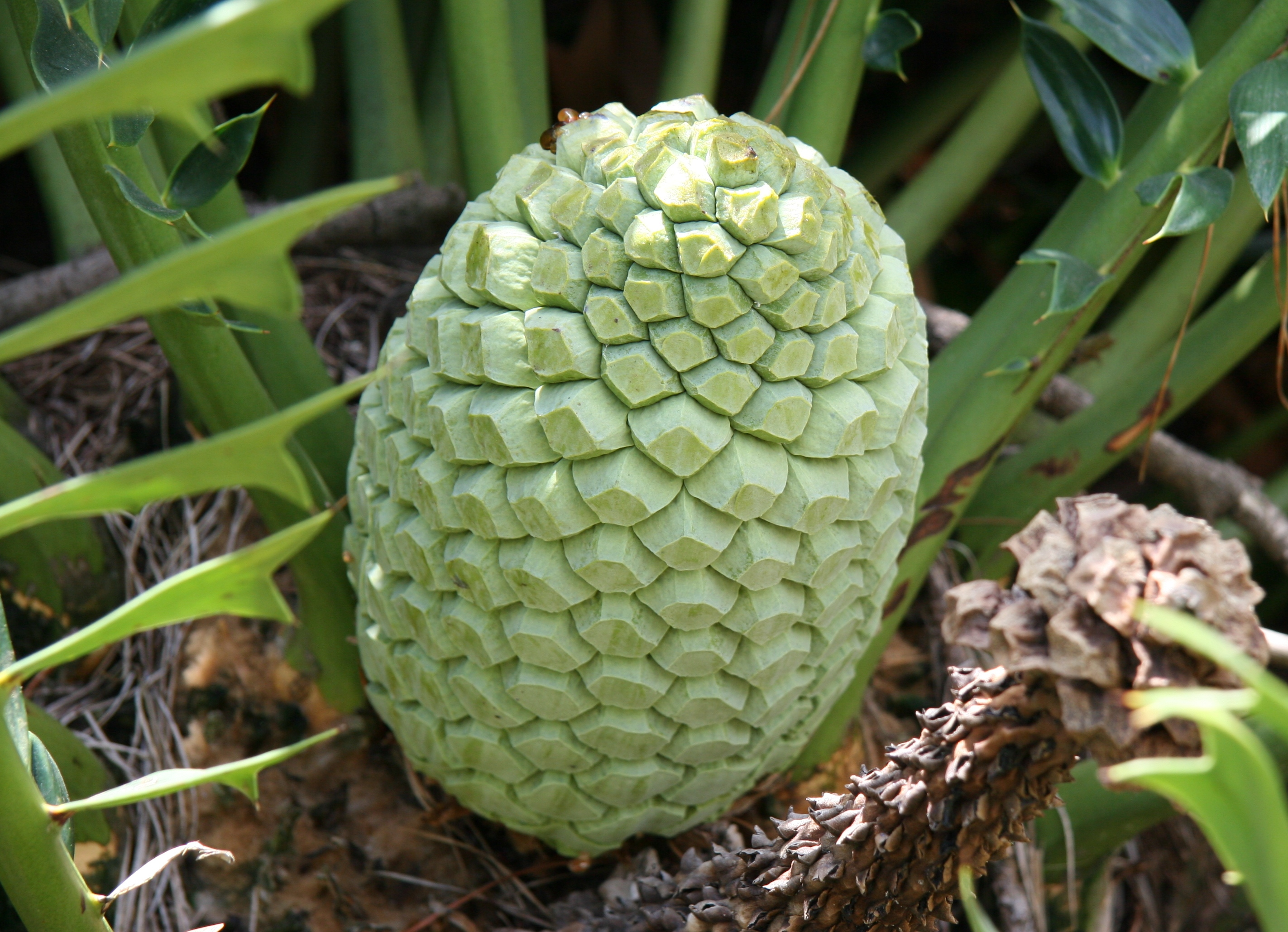
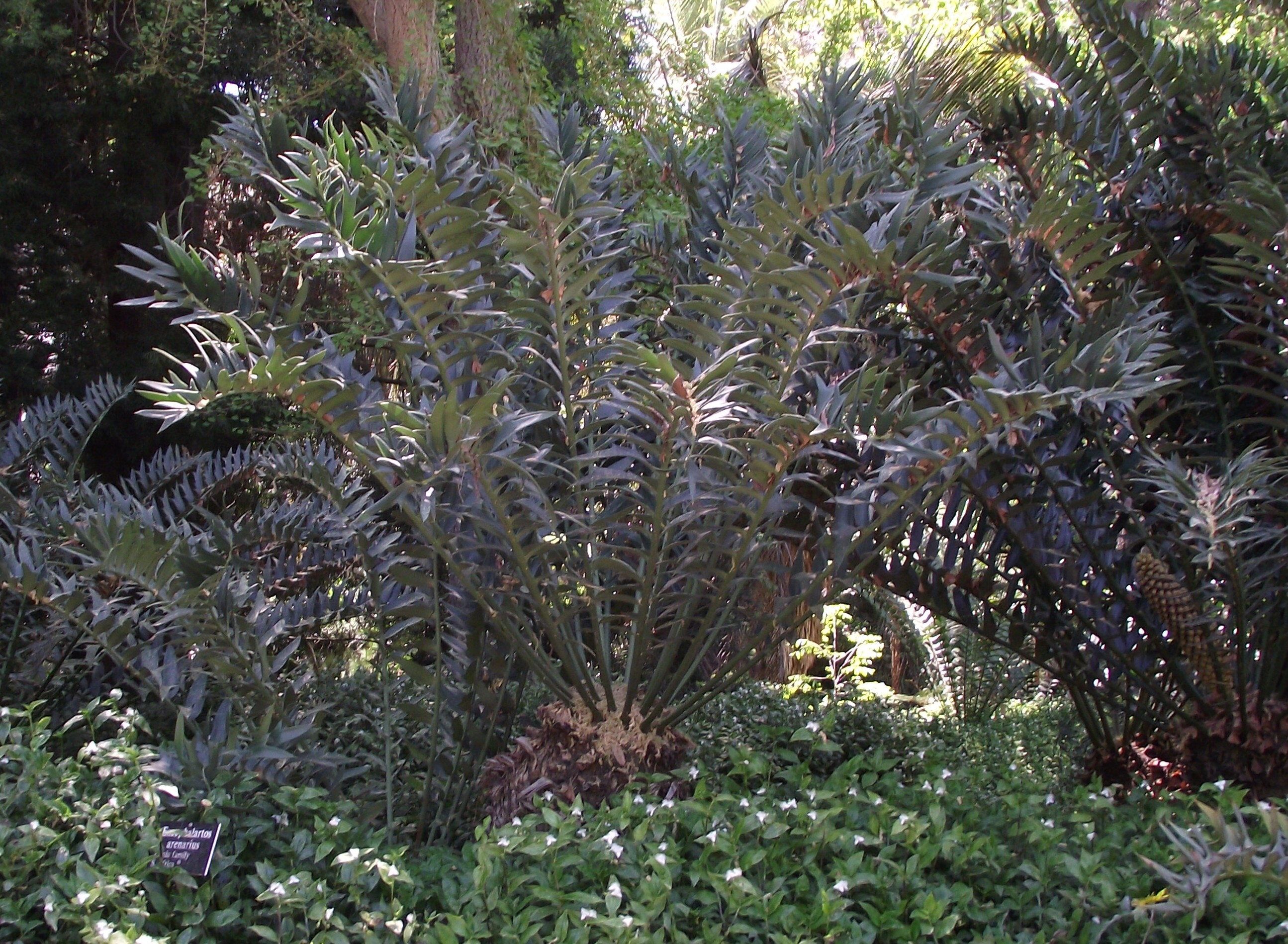
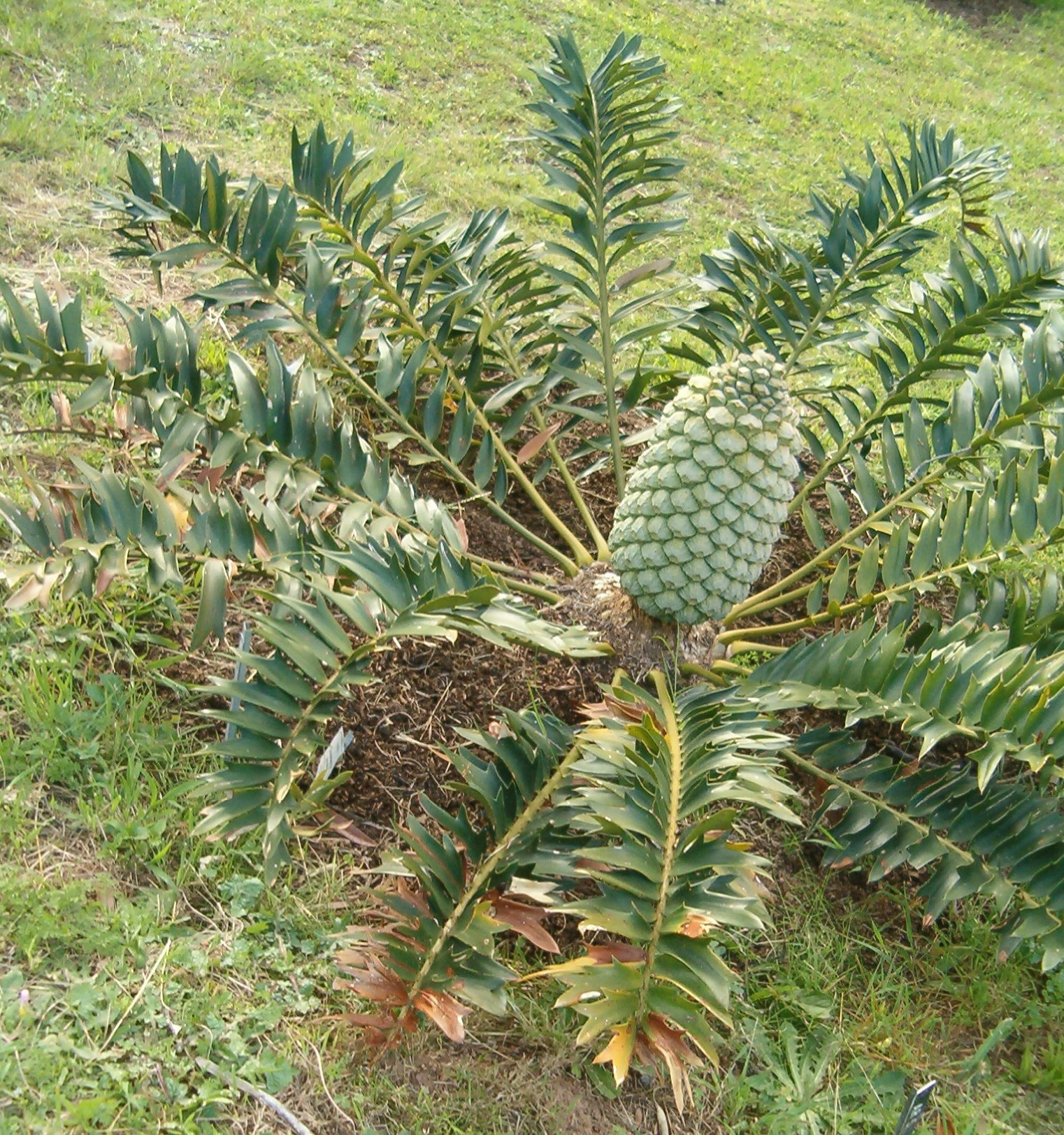
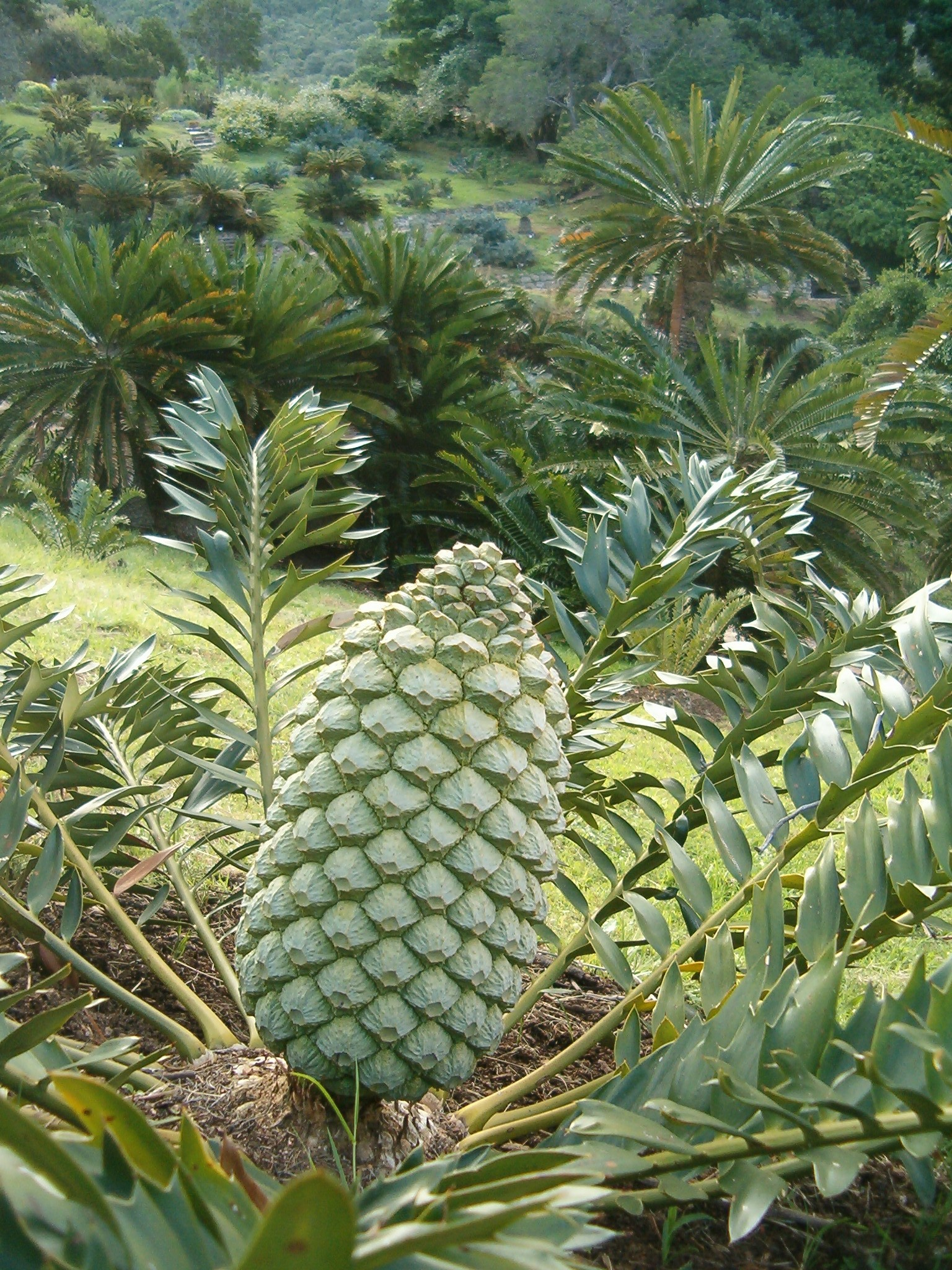
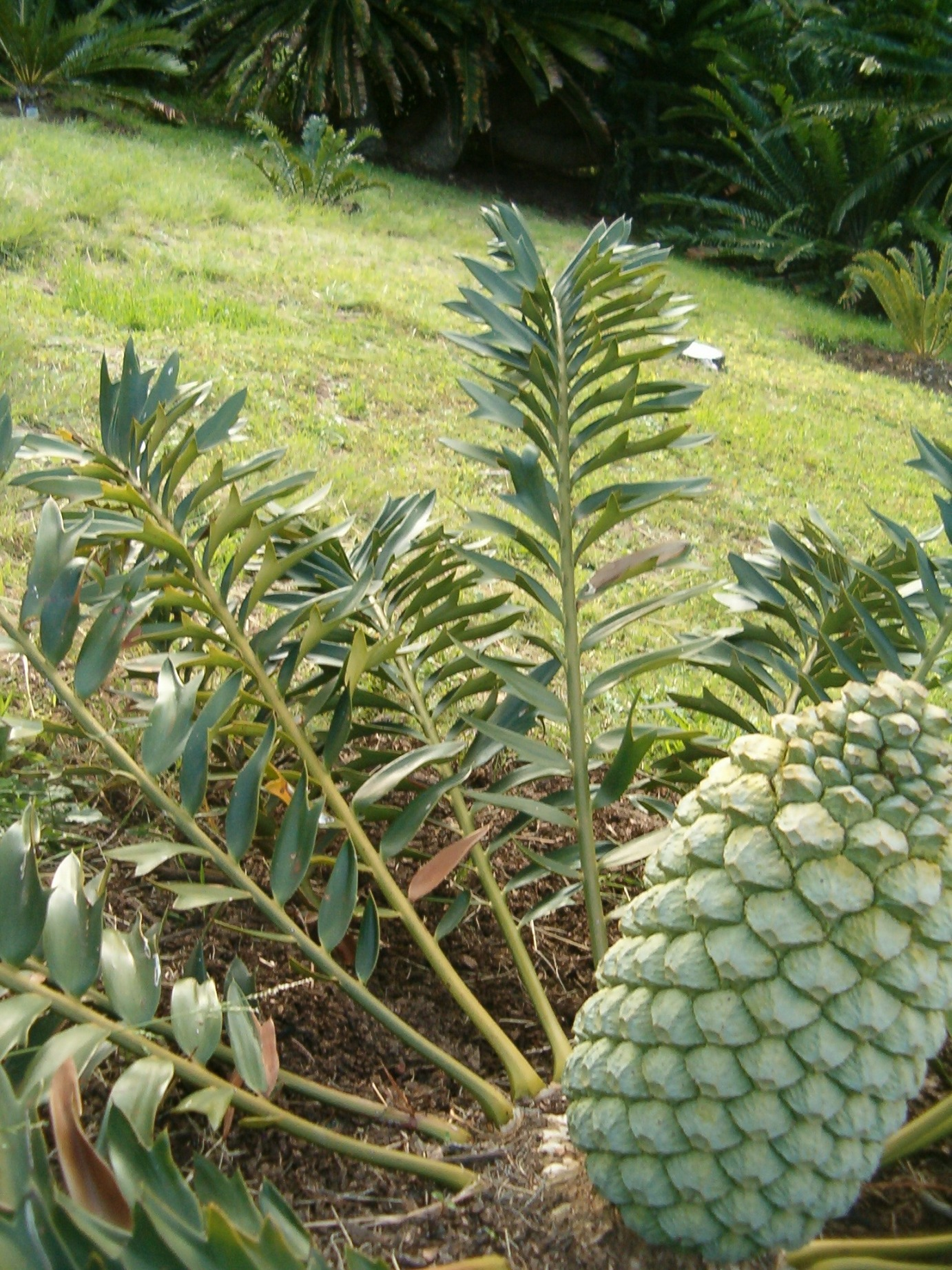
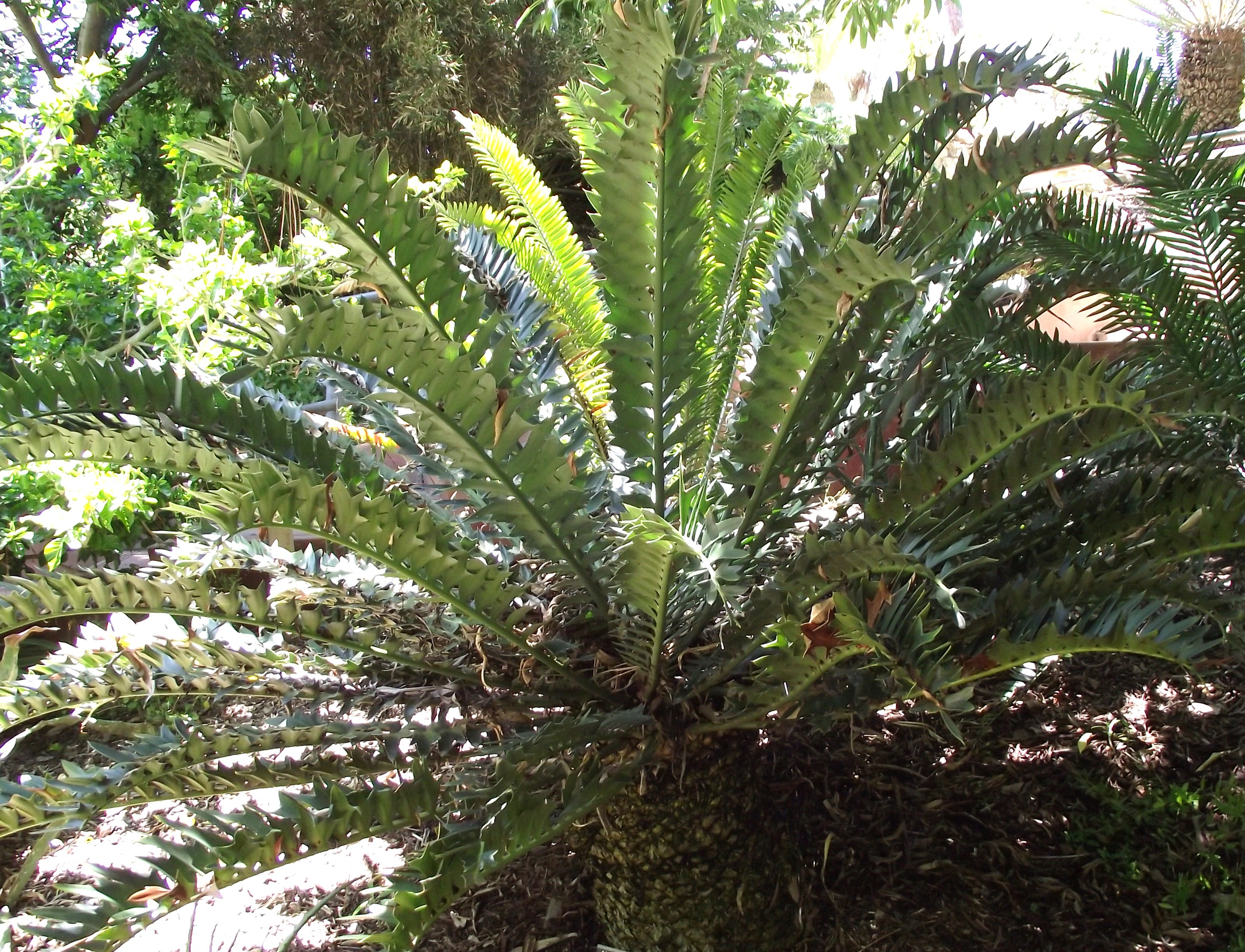